# بن عبد المالك رمضان
 رمضان بن عبد المالك :(1928م-1954م) الموافق ل (1346 هـ-1374 هـ) سياسي وعسكري جزائري استشهد في ساحة الشرف من أجل استقلال الجزائر منطقة الغرب

## المولد والنشأة
ولد بن عبد المالك رمضان في قسنطينة في مارس 1928 م الموافق لرمضان 1346 هـ، وزاول دراسته الابتدائية والمتوسطة بشلغوم العيد فيها قبل أن يلتحق بخلايا حزب الشعب الجزائري السرية في نهاية الحرب العالمية الثانية.

## النشاط السياسي
انضم بن عبد المالك رمضان إلى المنظمة الخاصة عام 1948 وأدى دورا نشيطا فيها. وبعد اكتشاف السلطات الاستعمارية لوجود هذا التنظيم وتفكيكه، ظل يناضل من أجل وحدة حزب حركة انتصار الحريات الديمقراطية.
شارك بن عبد المالك رمضان في اجتماع الـ 1954/6/22 م الذي اعتبره الوطنيون أول خطوة في الطريق نحو الثورة على النظام الاستعماري عن طريق العمل المسلح.

## نشاطه أثناءالثورة الجزائرية

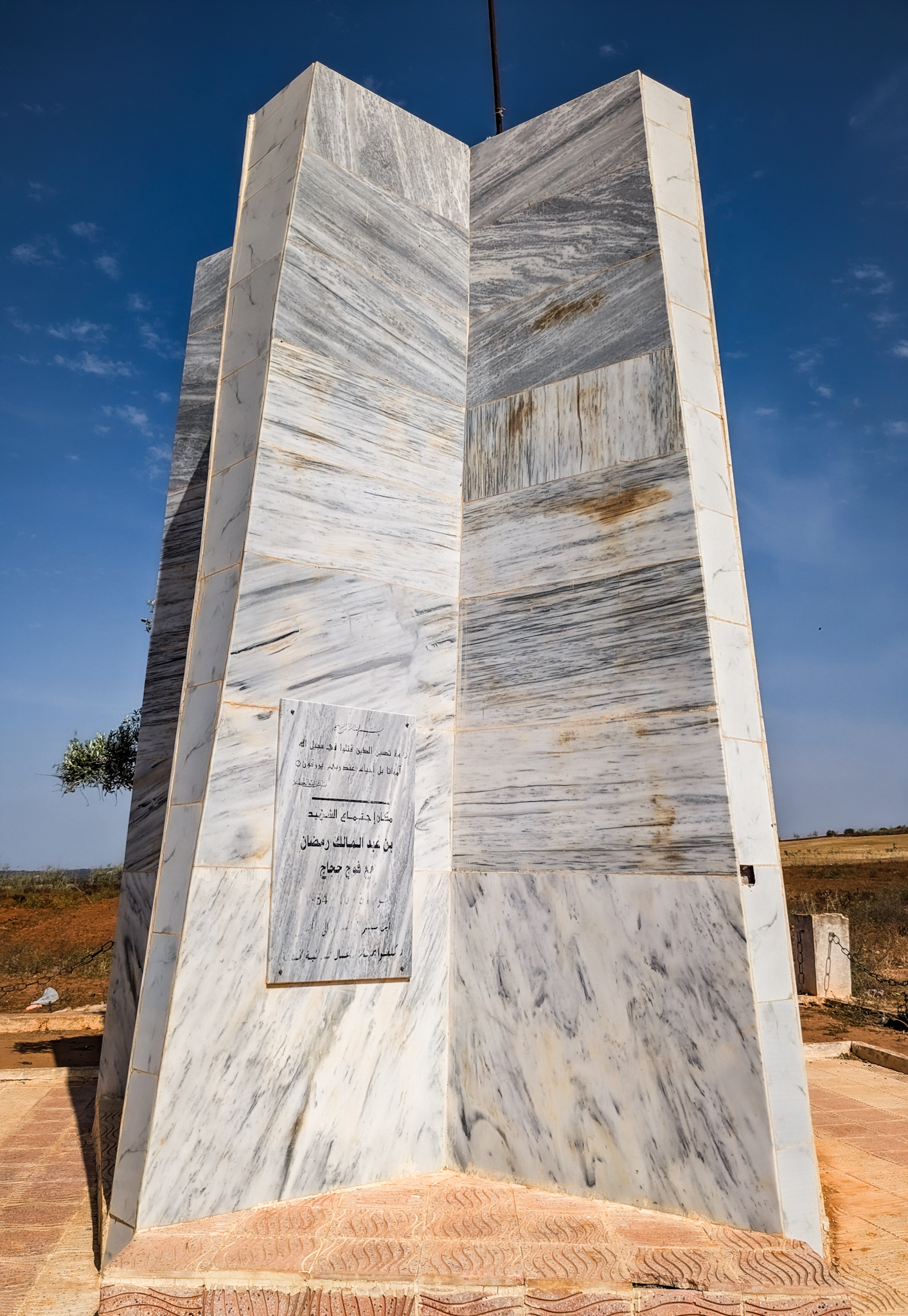
نصب تذكاري لمكان إجتماع الشهيد بن عبد المالك رمضان مع فوج حجاج بتاريخ 31/10/1954

عين مساعدا للعربي بن مهيدي، قائد المنطقة الوهرانية، الذي كلفه بالإشراف على التحضير المكثف لأفواج المجاهدين في منطقة مستغانم وتدريبهم على السلاح والخطط والقتالية تحسبا لاندلاع الثورة ʋ
في يوم 1954/11/1 م، قاد عبد المالك الهجومات المسلحة على مقر قيادة الدرك بكسانيي (سيدي علي حاليا) بمنطقة مستغانم مما أدى إلى مقتل أحد الفرنسيين، وعلى مزارع الكولون في منطقة بوسكي (رمضان بن عبد المالك) وكذا تخريب محول كهربائي كبير في ويليس.

## وفاته

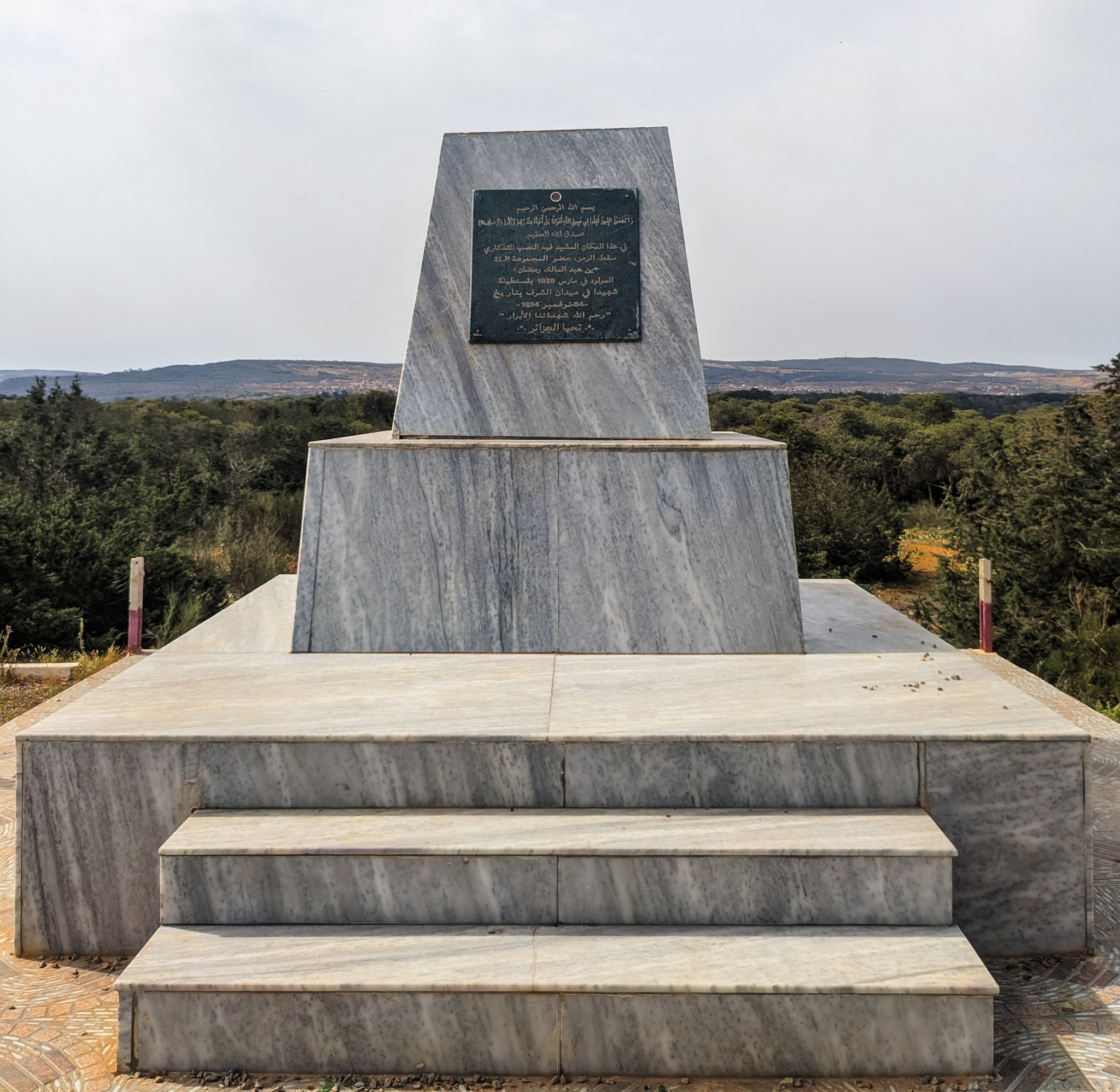
نصب تذكاري لإستشهاد بن عبد المالك رمضان

استشهد بن عبد المالك رمضان في 4 نوفمبر 1954 م الموافق لـ 8 ربيع الأول 1374 هـ بالقرب من قرية سيدي علي ولاية مستغانم خلال اشتباك بين مجموعته وقوات الاحتلال. وبذلك يكون أول قائد عسكري للثورة يسقط في ميدان المعركة؛ وقد أعطي اسمه للبلدية التي توفي على ترابها.

## ذكرى
تخليدا لروح هذا البطل أطلق اسمه على عدة أشياء نذكر منها :
- -ملعب بن عبد المالك في قسنطينة
- -بلدية بن عبد المالك رمضان في مستغانم
- -شوارع وأحياء في عدة مدن جزائرية
- -مؤسسات تعليمية في عدة مدن جزائرية.